# Rémécourt
Cet article possède un paronyme, voir Remicourt.
Rémécourt est une commune française située dans le département de l'Oise, en région Hauts-de-France.
Ses habitants sont appelés les Rémécourtois et les Rémécourtoises.

## Géographie

### Localisation

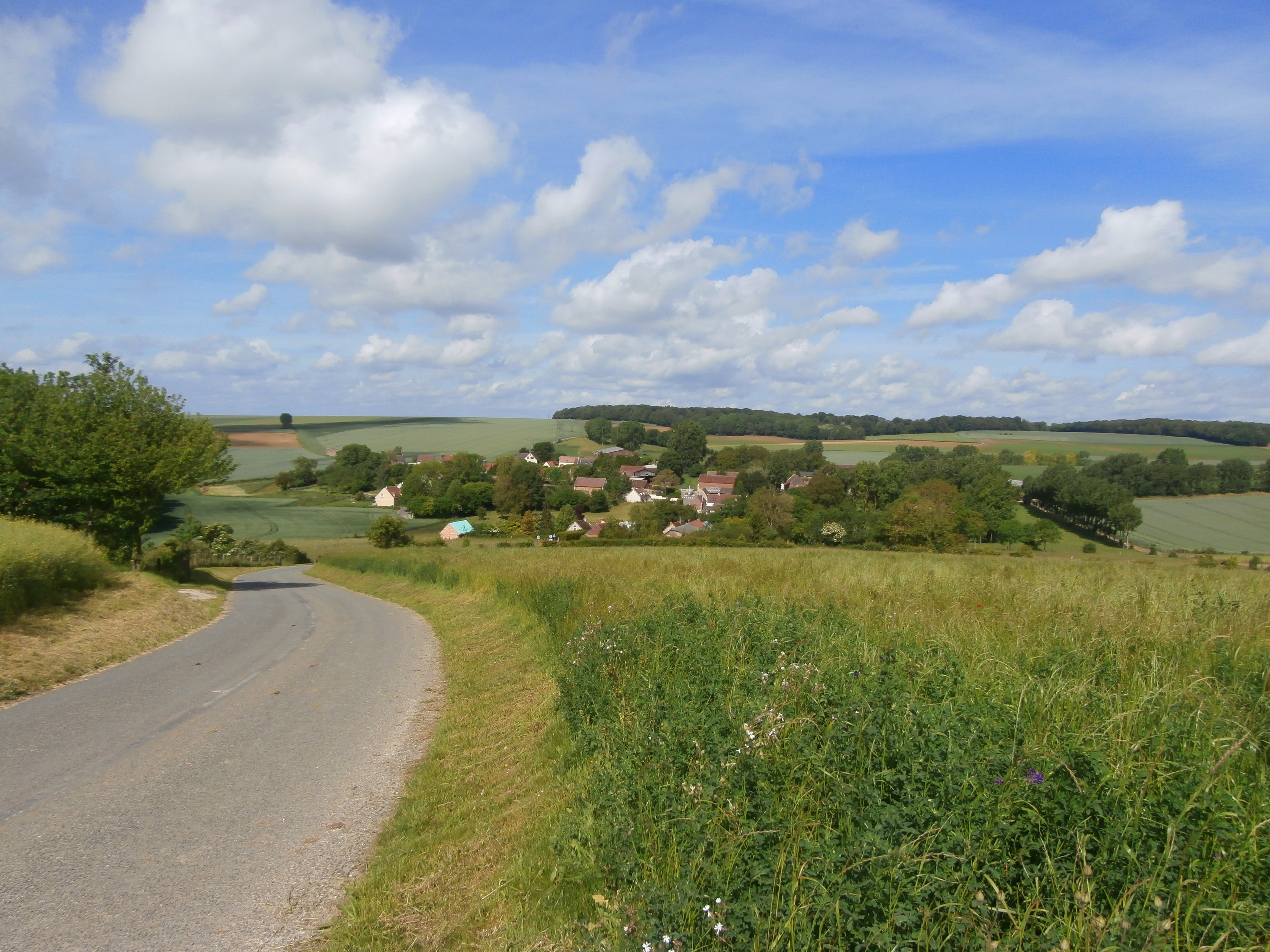
Le village depuis la route de Maimbeville.

Le village de Rémécourt est situé à 64 km au nord de Paris, 30 km à l'est de Beauvais, 24 km à l'ouest de Compiègne et au sud 54 km d'Amiens.

### Communes limitrophes
| Cuignières | Noroy                    | Fouilleuse  |
| Lamécourt  | Rémécourt                | Maimbeville |
| Erquery    | Saint-Aubin-sous-Erquery |             |

### Topographie et géologie

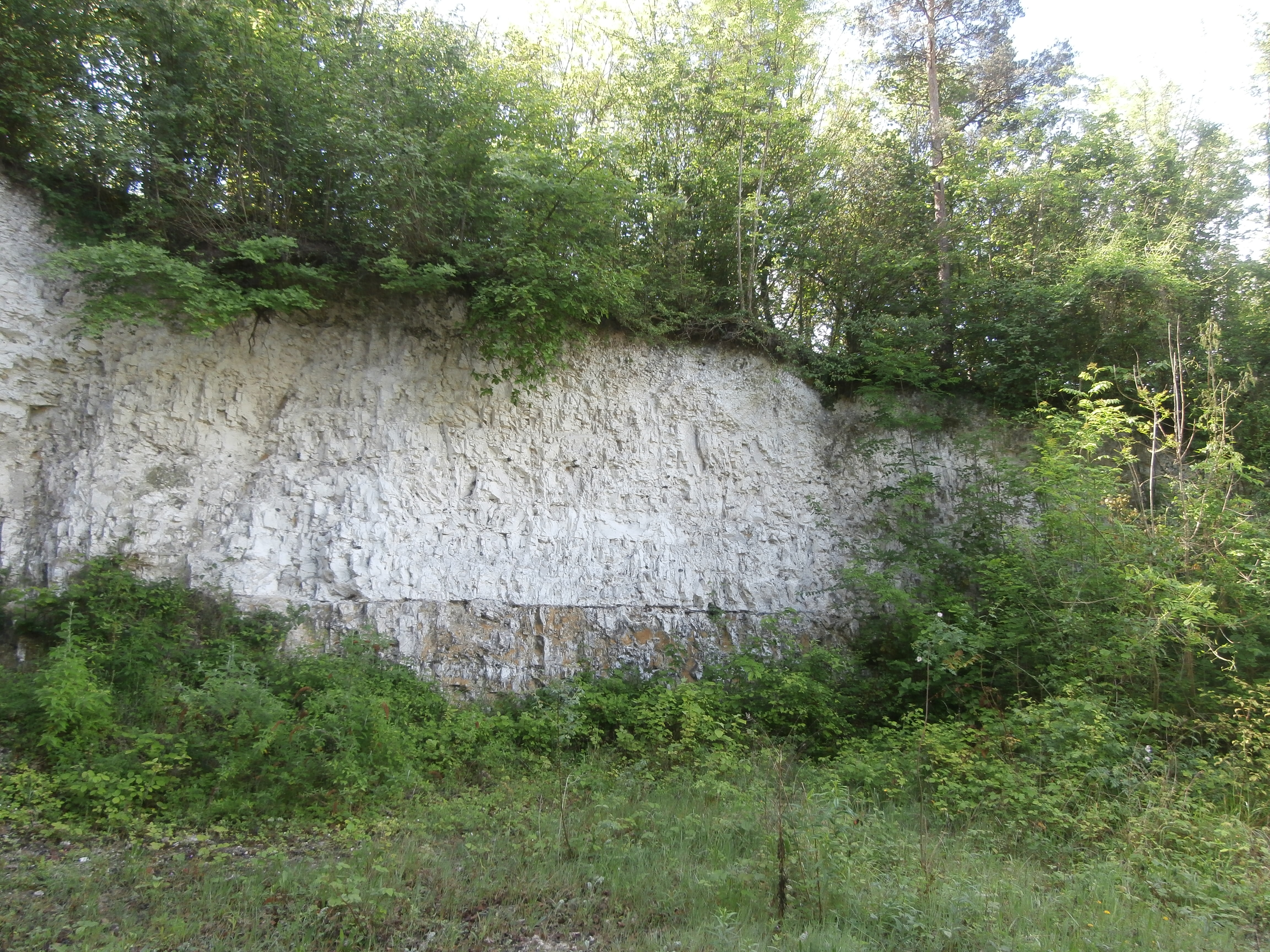
Ancienne carrière de craie, rue de Saint-Aubin, détail des couches.

La commune s'étend entre 83 et 149 mètres au-dessus du niveau de la mer. Le village (mairie) se situe à 95 m d'altitude au fond d'une vallée sèche. Le point le plus bas se trouve à la limite sud de la commune, au fond de cette vallée. Le point le plus élevé se situe au point de rencontre avec les limites communales de Cuignières et de Noroy. L'église Saint-Pierre se trouve à 101 m, l'élevage de la Vastepluque, au nord du village, à 109 mètres d'altitude.
Le territoire qui affecte une figure irrégulièrement hexagone, est formé d'un large vallon descendant vers le sud et des coteaux latéraux. Le pays est découvert. Le village est au fond de cette vallée.
On voit en abondance des cailloux autour du village. Le dilivium[C'est-à-dire ?] détaché des terrains en pente par l'action des eaux est accumulée dans quelques vallons sous l'aspect d'une argile fine, peu compacte, de couleur fauve. On remarque des dépôts dans le vallon où se trouve le chef-lieu. La craie noduleuse ainsi que de l'argile à silex font leur apparition sur le territoire comme le montre une ancienne carrière de craie située sur la route de Saint-Aubin.
La commune se trouve en zone de sismicité 1, c'est-à-dire très faiblement exposée aux risques de tremblement de terre.

### Hydrographie
La commune est située dans le bassin Seine-Normandie. Elle n'est drainée par aucun cours d'eau,.
Une mare se trouve rue de la mairie.
Les vallées et fonds secs présents dans la commune sont toutefois les témoignages d'une ancienne présence de ruisseaux sur le territoire.
Les zones les moins élevées de la commune sont situées au-dessus de plusieurs nappes phréatiques sous-affleurantes.

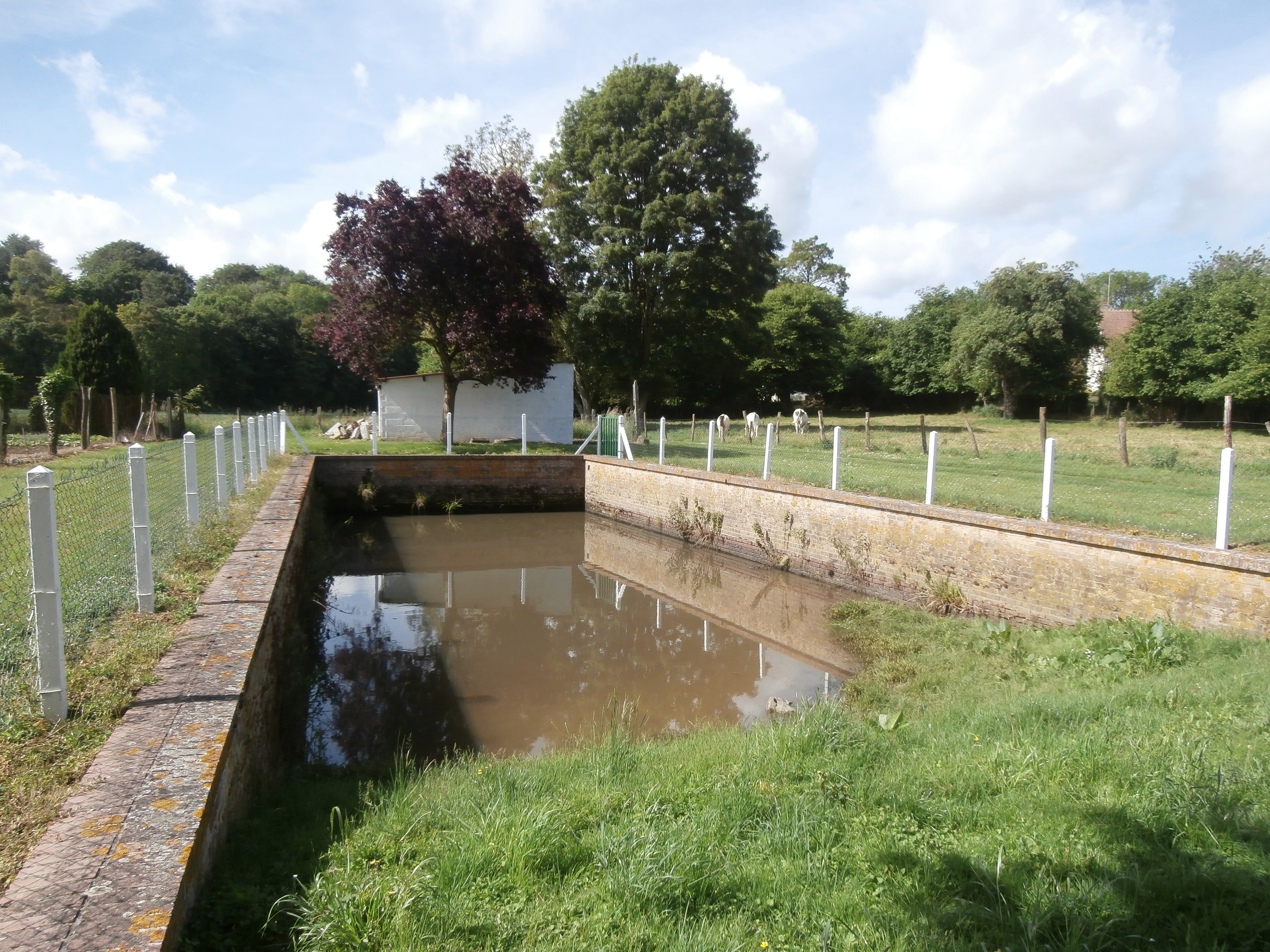
Mare, rue de la Mairie.
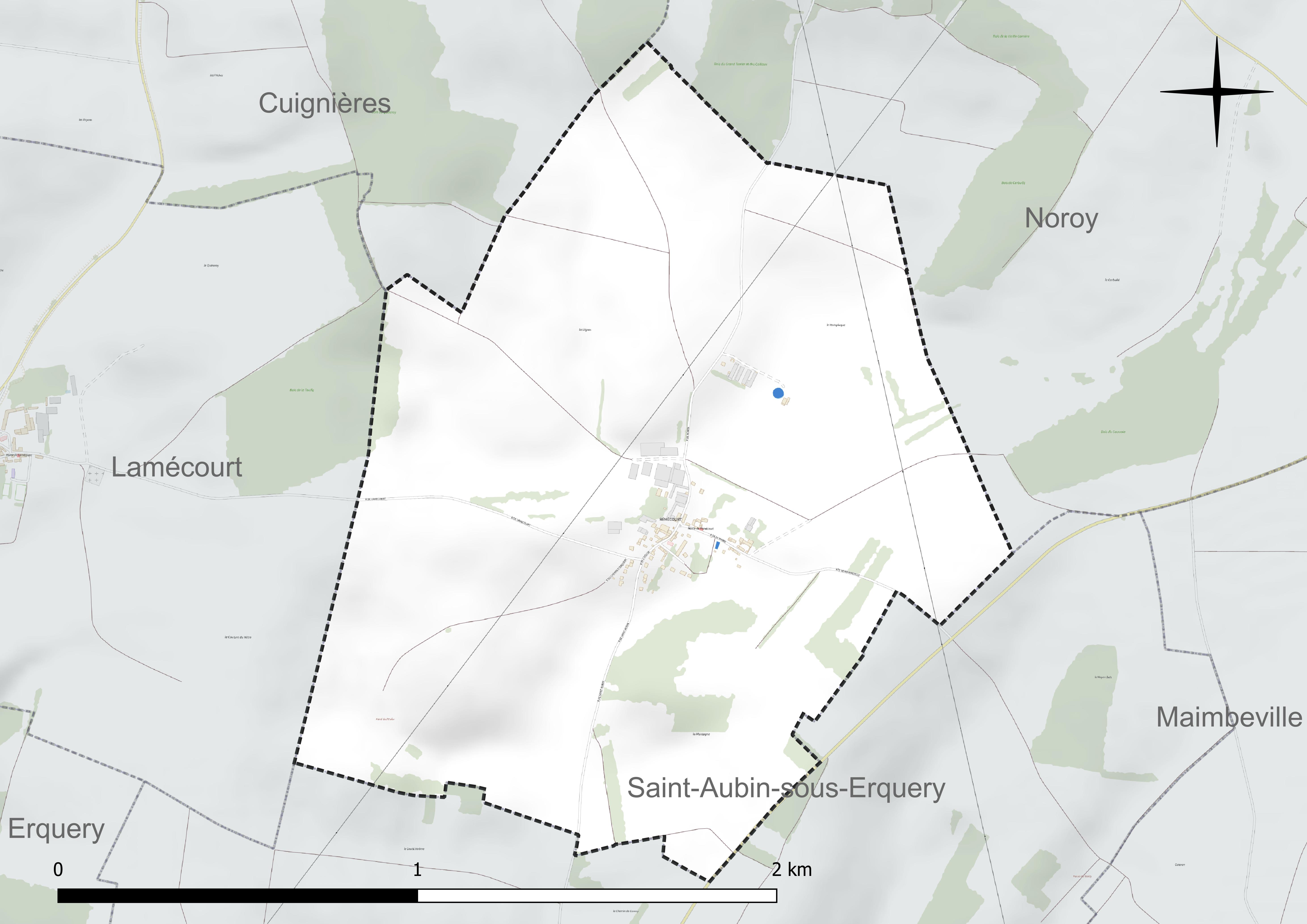
Réseau hydrographique de Rémécourt.

### Climat
Pour des articles plus généraux, voir Climat des Hauts-de-France et Climat de l'Oise.
En 2010, le climat de la commune est de type climat océanique dégradé des plaines du Centre et du Nord, selon une étude du CNRS s'appuyant sur une série de données couvrant la période 1971-2000. En 2020, Météo-France publie une typologie des climats de la France métropolitaine dans laquelle la commune est exposée à un climat océanique et est dans la région climatique  Nord-est du bassin Parisien, caractérisée par un ensoleillement médiocre, une pluviométrie moyenne régulièrement répartie au cours de l'année et un hiver froid (3 °C). 
Pour la période 1971-2000, la température annuelle moyenne est de 10,5 °C, avec une amplitude thermique annuelle de 14,4 °C. Le cumul annuel moyen de précipitations est de 695 mm, avec 11,7 jours de précipitations en janvier et 8 jours en juillet. Pour la période 1991-2020, la température moyenne annuelle observée sur la station météorologique la plus proche, située dans la commune de Godenvillers à 18 km à vol d'oiseau, est de 11,1 °C et le cumul annuel moyen de précipitations est de 701,9 mm,. Pour l'avenir, les paramètres climatiques de la commune estimés pour 2050 selon différents scénarios d'émission de gaz à effet de serre sont consultables sur un site dédié publié par Météo-France en novembre 2022.

### Milieux naturels
Hormis les zones bâties, qui représentent 3,7 % de la totalité du territoire (10 hectares), la commune se compose à 80,8 % de cultures sur 222 hectares.
Les vergers et prairies rassemblent 26 hectares (9,7 %) alors que les espaces boisés que l'on trouve au sud-est comptabilisent 16 hectares,.

## Urbanisme

### Typologie
Au 1er janvier 2024, Rémécourt est catégorisée commune rurale à habitat dispersé, selon la nouvelle grille communale de densité à sept niveaux définie par l'Insee en 2022.
Elle est située hors unité urbaine. Par ailleurs la commune fait partie de l'aire d'attraction de Paris, dont elle est une commune de la couronne,. 

### Occupation des sols
L'occupation des sols de la commune, telle qu'elle ressort de la base de données européenne d'occupation biophysique des sols Corine Land Cover (CLC), est marquée par l'importance des territoires agricoles (99 % en 2018), une proportion identique à celle de 1990 (99 %). La répartition détaillée en 2018 est la suivante : 
terres arables (76,3 %), zones agricoles hétérogènes (22,7 %), forêts (1 %). L'évolution de l'occupation des sols de la commune et de ses infrastructures peut être observée sur les différentes représentations cartographiques du territoire : la carte de Cassini (XVIIIe siècle), la carte d'état-major (1820-1866) et les cartes ou photos aériennes de l'IGN pour la période actuelle (1950 à aujourd'hui).

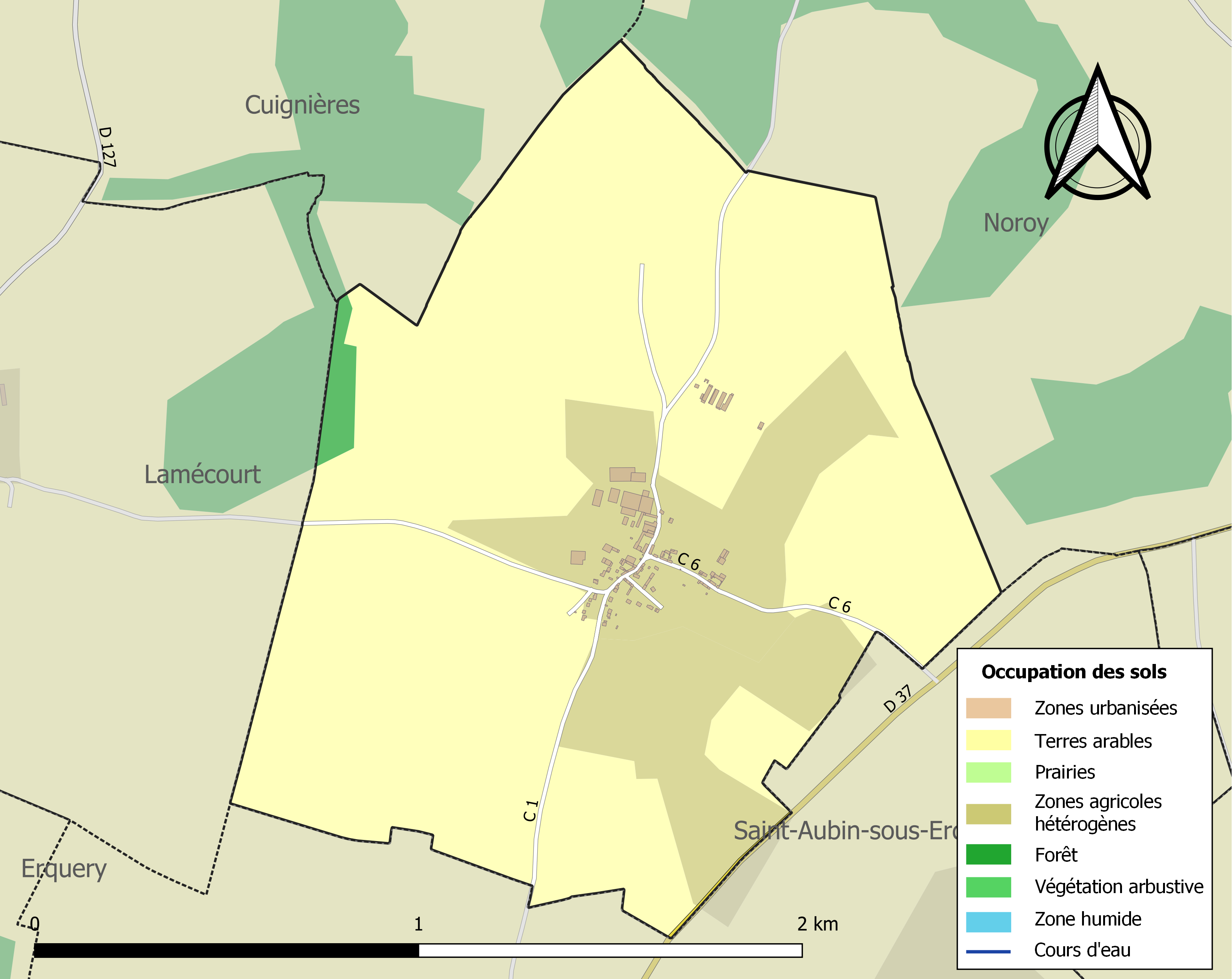
Carte des infrastructures et de l'occupation des sols de la commune en 2018 (CLC).

### Hameaux et lieux-dits
L'habitat communal est uniquement concentré dans le village de Rémécourt. Les lieux-dits sont les suivants : les Vignes, la Vastepluque et la Montagne.

### Morphologie urbaine
En 1890, le village comprenait 19 maisons. Il s'est étendu par la rue du Tour-de-Ville et par les bâtiments agricoles et d'élevages situés au nord.

### Voies de communications et transports
La commune est uniquement desservie par plusieurs voies communales. La rue de Noroy rejoint la commune du même nom, la rue de Saint-Aubin se dirige vers Saint-Aubin-sous-Erquery, la rue de Lamécourt relie le chef-lieu à ce dernier village et la rue de Maimbeville se rattache à la route départementale no 37 (reliant de Clermont à Gournay-sur-Aronde), longeant la limite est du territoire.
Les gare plus proches se trouvent à Avrechy à 5,3 km à l'ouest et à Clermont-de-l'Oise à 8 km au sud-ouest de la commune, toutes deux situées sur la Ligne Paris-Nord - Lille et desservies par des trains TER Hauts-de-France effectuant des missions entre les gares de Paris-Nord, ou de Creil et de Saint-Just-en-Chaussée, ou d'Amiens.
La commune est desservie, en 2023, par la ligne 6341 du réseau interurbain de l'Oise. Une navette de regroupement pédagogique intercommunal (ligne 6833) relie le village, qui ne possède pas d'établissement scolaire, aux communes de Saint-Aubin-sous-Erquery, Erquery et Lamécourt.
Rémécourt se situe  à 27,8 km à l'est de l'aéroport de Beauvais-Tillé et à 47,2 km au nord de l'aéroport Paris-Charles-de-Gaulle. Il n'existe aucune liaison directe entre la commune et ces aéroports par des transports en commun.
La commune est traversée par le GR 124A reliant la forêt de Hez-Froidmont à Orrouy. Arrivant de Lamécourt par le nord-ouest, il passe dans le village par les rues de Noroy, de la mairie et quitte le territoire par la rue de Maimbeville. Deux circuits de randonnées du GEP Centre Oise passent en partie dans la commune : le circuit n° 8 ou des « neuf fonds » et le n° 9,  « Entre Picardie et Île-de-France ». Le circuit n°8, dont le point de départ est à Fitz-James, arrive sur le territoire en suivant le GR 124A depuis Lamécourt. Il se dirige ensuite vers le bois du Courroie (commune de Noroy). Le circuit n° 9 débute à l'église Saint-Pierre : il suit le circuit n° 8 par le bois du Courroie pour revenir à l'église par l'itinéraire balisé du GR 124A venant d'Orrouy

## Toponymie
La commune s'est appelée : 
- 1190 : « Ramercut »
- 1303 : « Remecourt »[a 1]
- Du XVe  au  XVIIIe siècle : « Remescourt »[a 1]
- De nos jours : « Rémécourt » ou « Remecourt »

Cette localité paraît tirer son nom de « Ricmiri Curtis », c'est-à-dire la ferme de Ricmir ou Rimer,.

## Histoire

### Le Moyen Âge
Les religieux de l'abbaye Sainte-Croix d'Offémont, près de Compiègne, avaient la seigneurie et les dîmes de Rémécourt. Le curé était à la nomination de l'évêque de Beauvais. Sous l'Ancien Régime, la seigneurie appartenait également en partie à la commanderie des Templiers de Sommereux, près de Grandvillers. À cette époque, Rémécourt se situait à la limite entre Picardie et l'Île-de-France comme en témoigne une borne restaurée sur la route se dirigeant vers Noroy. Le village faisait partie du comté de Clermont qui était rattaché à la couronne de France. Au XVIe siècle, une église est construite à l'emplacement de cet actuel bâtiment.

### Époque moderne

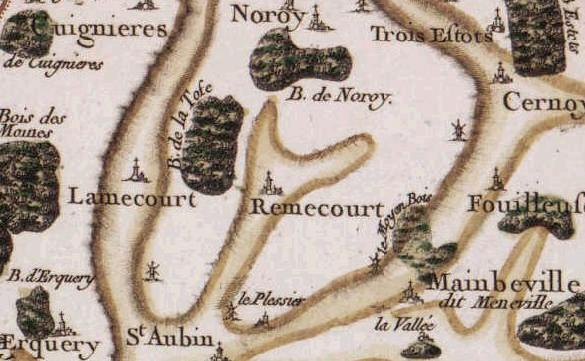
Rémécourt, carte de Cassini.

Le territoire contenait encore 4 arpents de vignes et 40 arpents de bois en 1787.
Les habitants, réunis, le 8 mars 1789, en l'auditoire du lieu[C'est-à-dire ?], réclamèrent dans leurs cahiers de doléances: le vote par tête, la suppression de la gabelle et des aides, la réforme des abus de la justice et des huissiers-priseurs, le règlement des capitaineries des chasses qui pour conserver le gibier, font de tant de tort aux récoltes, et la réunion de tous les impôts en un seul, afin que la perception en fût moins coûteuse. Les députés à la paroisse à l'assemblée du bailliage de Clermont furent Charles Pollet, syndicaliste[C'est-à-dire ?] et François Demonchy. Durant la Révolution française, le village comptait plus de 110 habitants.
Au XIXe siècle, l'église du XVIe siècle est détruite et une nouvelle est reconstruite à son emplacement.
Une ordonnance royale du 28 novembre 1827 réunit la commune de Rémécourt à celle de Lamécourt; mais la grande distance qui séparait les deux localités et surtout la difficulté des communications font annuler cette fusion en 1835. En 1890, la population du chef-lieu était de 50 habitants et exclusivement agricole.

## Politique et administration

### Découpage administratif
La commune fait partie de l'arrondissement de Clermont et également du canton de Clermont.

### Liste des maires
Depuis 1920, cinq maires se sont succédé, le mandat le plus long ayant été celui de René Antrope, mort en fonction, qui a duré 53 ans  :
| Période                                  | Période                      | Identité                   | Étiquette | Qualité |
| ---------------------------------------- | ---------------------------- | -------------------------- | --------- | --- |
| Les données manquantes sont à compléter. |                              |                            |           | |
| 1789                                     | 1792                         | Charles Pollet             |           | Curé |
| 1792                                     | An II                        | Jean Poulain               |           | |
| An II                                    | An V                         | Charles Pollet (réélu)     |           | |
| An V                                     | 1727                         | Joseph-Stanislas Foy       |           | |
| 1827                                     | 1835                         | Rattachement à Lamécourt   |           | |
| 1835                                     | 1878                         | Jean-Louis Levasseur       |           | |
| 1878                                     | 1894                         | Arsène Achille Levasseur   |           | |
| 1894                                     | 1910                         | Raphaël Levasseur          |           | |
| 1910                                     | 1912                         | Joseph Benoist             |           | |
| 1912                                     | 1920                         | Onézine Lemaire            |           | |
| 1920                                     | 1944                         | Georges Fleury (1890-1959) |           | Héros de la résistance à Clermont Sous-préfet de Clermont (1944 → 1948) |
| 1944                                     | 1955                         | Georges Brasseur           |           | |
| 1955                                     | 1965                         | Louis Noël                 |           | |
| 1965                                     | octobre 2018                 | René Antrope (1935-2018)   | DVD       | Agriculteur retraité Vice-président de la CC du Clermontois ( ? → 2018) Président du syndicat intercommunal des eaux d'Avrechy (1977 → 2018) Décédé en fonction                                                                                        |
| décembre 2018                            | En cours (au 8 juillet 2020) | Philippe Hesse             | SE        | Ancien infirmier du CHI de Clermont et ancien directeur de l'Institut de formation en soins infirmiers de Beauvais Vice-président de la CC du Clermontois (2020 → ) Président du regroupement pédagogique intercommunal Réélu pour le mandat 2020-2026 |

## Population et société

### Démographie

#### Évolution démographique
L'évolution du nombre d'habitants est connue à travers les recensements de la population effectués dans la commune depuis 1793. Pour les communes de moins de 10 000 habitants, une enquête de recensement portant sur toute la population est réalisée tous les cinq ans, les populations de référence des années intermédiaires étant quant à elles estimées par interpolation ou extrapolation. Pour la commune, le premier recensement exhaustif entrant dans le cadre du nouveau dispositif a été réalisé en 2006.

En 2022, la commune comptait 75 habitants, en évolution de −7,41 % par rapport à 2016 (Oise : +0,87 %, France hors Mayotte : +2,11 %).
| 1793 | 1800 | 1806 | 1821 | 1836 | 1841 | 1846 | 1851 | 1856 |
| ---- | ---- | ---- | ---- | ---- | ---- | ---- | ---- | ---- |
| 98   | 95   | 112  | 96   | 78   | 72   | 68   | 75   | 60   |

| 1861 | 1866 | 1872 | 1876 | 1881 | 1886 | 1891 | 1896 | 1901 |
| ---- | ---- | ---- | ---- | ---- | ---- | ---- | ---- | ---- |
| 60   | 65   | 55   | 73   | 58   | 56   | 57   | 57   | 44   |

| 1906 | 1911 | 1921 | 1926 | 1931 | 1936 | 1946 | 1954 | 1962 |
| ---- | ---- | ---- | ---- | ---- | ---- | ---- | ---- | ---- |
| 51   | 55   | 51   | 46   | 41   | 32   | 39   | 50   | 41   |

| 1968 | 1975 | 1982 | 1990 | 1999 | 2006 | 2011 | 2016 | 2021 |
| ---- | ---- | ---- | ---- | ---- | ---- | ---- | ---- | ---- |
| 45   | 49   | 53   | 48   | 78   | 87   | 95   | 81   | 75   |

| 2022 | - | - | - | - | - | - | - | - |
| ---- | - | - | - | - | - | - | - | - |
| 75   | - | - | - | - | - | - | - | - |

#### Pyramide des âges
La population de la commune est relativement jeune.
En 2018, le taux de personnes d'un âge inférieur à 30 ans s'élève à 29,7 %, soit en dessous de la moyenne départementale (37,3 %). À l'inverse, le taux de personnes d'âge supérieur à 60 ans est de 19,7 % la même année, alors qu'il est de 22,8 % au niveau départemental.
En 2018, la commune comptait 39 hommes pour 39 femmes, soit un taux de 50 % de femmes, légèrement inférieur au taux départemental (51,11 %).
Les pyramides des âges de la commune et du département s'établissent comme suit.
| Hommes | Classe d’âge | Femmes |
| ------ | ------------ | ------ |
| 0,0    | 90 ou +      | 0,0    |
| 7,3    | 75-89 ans    | 10,0   |
| 12,2   | 60-74 ans    | 10,0   |
| 29,3   | 45-59 ans    | 25,0   |
| 26,8   | 30-44 ans    | 20,0   |
| 7,3    | 15-29 ans    | 5,0    |
| 17,1   | 0-14 ans     | 30,0   |

| Hommes | Classe d’âge | Femmes |
| ------ | ------------ | ------ |
| 0,5    | 90 ou +      | 1,4    |
| 5,5    | 75-89 ans    | 7,6    |
| 15,6   | 60-74 ans    | 16,3   |
| 20,8   | 45-59 ans    | 20     |
| 19,4   | 30-44 ans    | 19,4   |
| 17,6   | 15-29 ans    | 16,2   |
| 20,6   | 0-14 ans     | 19,1   |

### Enseignement
Les enfants de la commune sont scolarisés au sein d'un regroupement pédagogique intercommunal qui réunit Rémécourt, Erquery, Lamécourt et Saint-Aubin-sous-Erquery.

## Culture locale et patrimoine

### Lieux et monuments
- Église Saint-Pierre (XIXe siècle) : l'église, dédiée à Saint-Pierre, est un petit édifice moderne, en pierres d'appareil, percé de quatre fenêtres sur quatre faces, avec un clocheton couvert d'ardoises ; l'intérieur est lambrissé. On n'y dit la messe qu'une fois par an, le jour du patron[a 1]. L'édifice, simple, ne possède pas de transept.
- Anciennes bornes : quatre bornes subsistent en limite de la seigneurie de Rémécourt qui appartenait aux célestins de Sainte-Croix d'Offémont et de la seigneurie de Noroy qui appartenait aux Bochart. Sur ces bornes, figurent d'un côté la croix latine pattée, pour les célestins, et de l'autre le croissant pour les Bochart qui portaient d'azur à un croissant d'or surmonté d'une étoile de même. La borne la plus visible se trouve sur la D 37, à gauche en se dirigeant vers Noroy.
- Croix, à l'intersection des rues de l'Église, de la Mairie et de Noroy.
- Calvaire en bois, rue de Noroy.

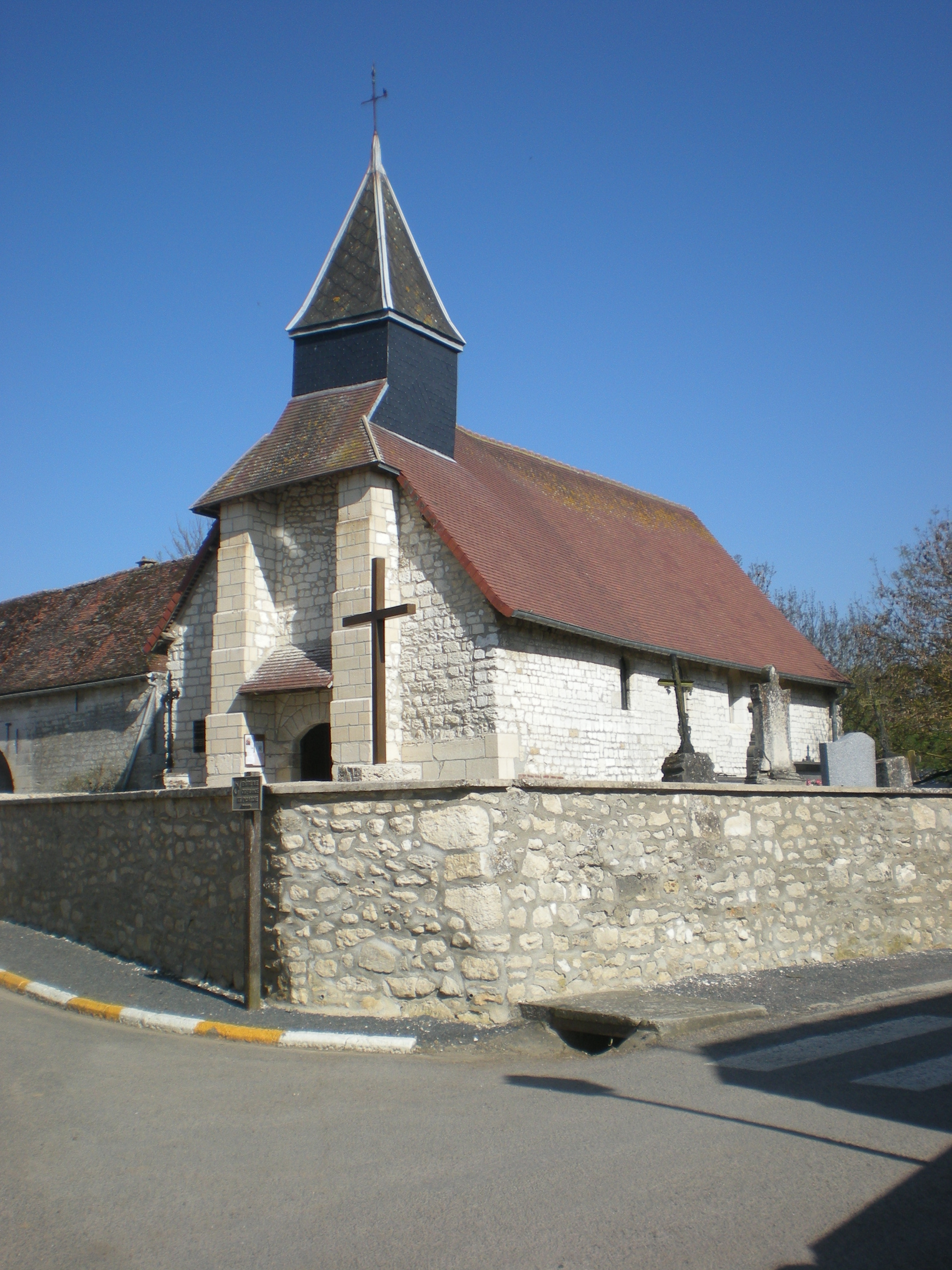
L'église Saint-Pierre.
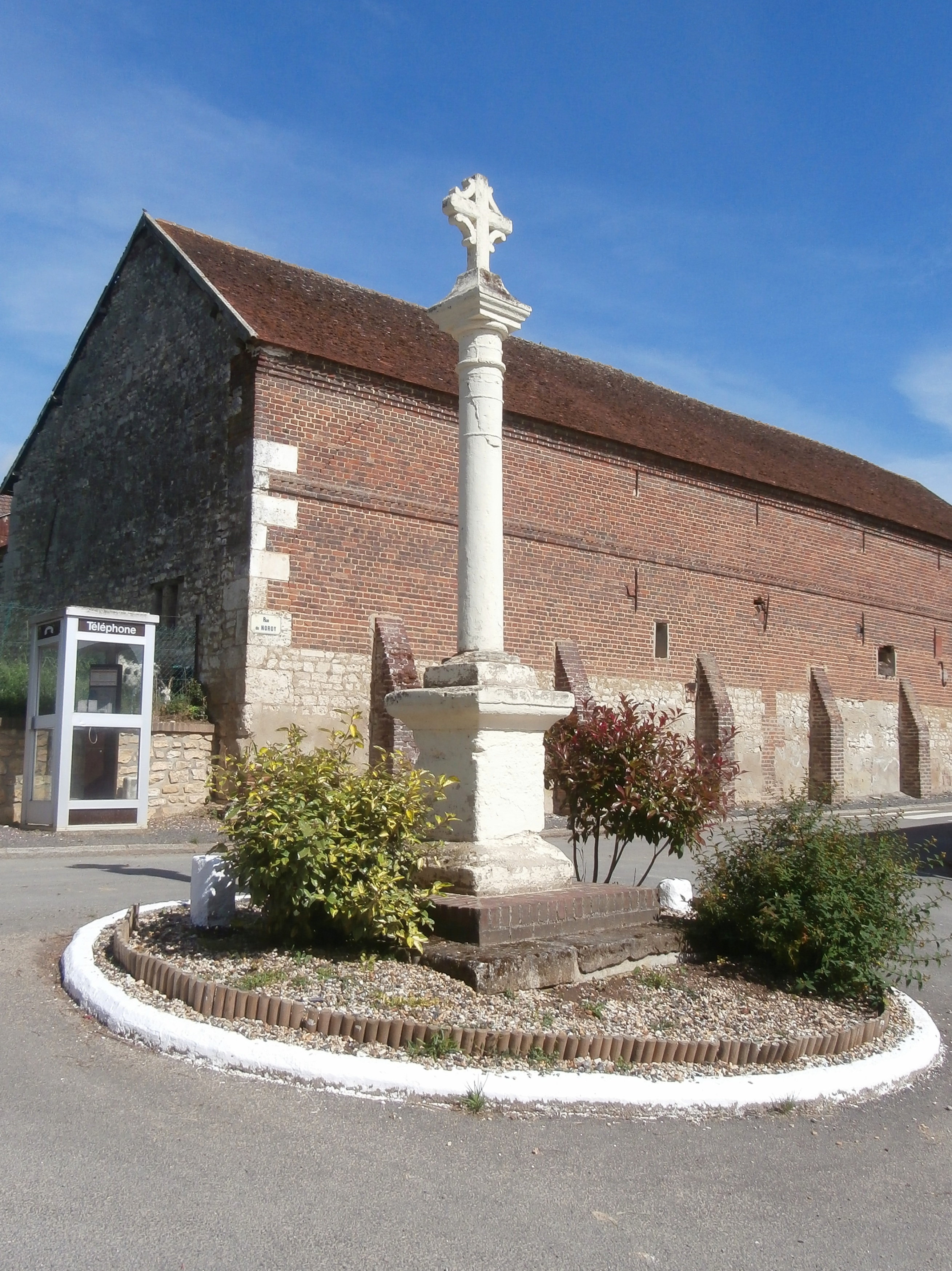
Calvaire à l'intersection entre les rues de l'Église, de la Mairie et de Noroy.
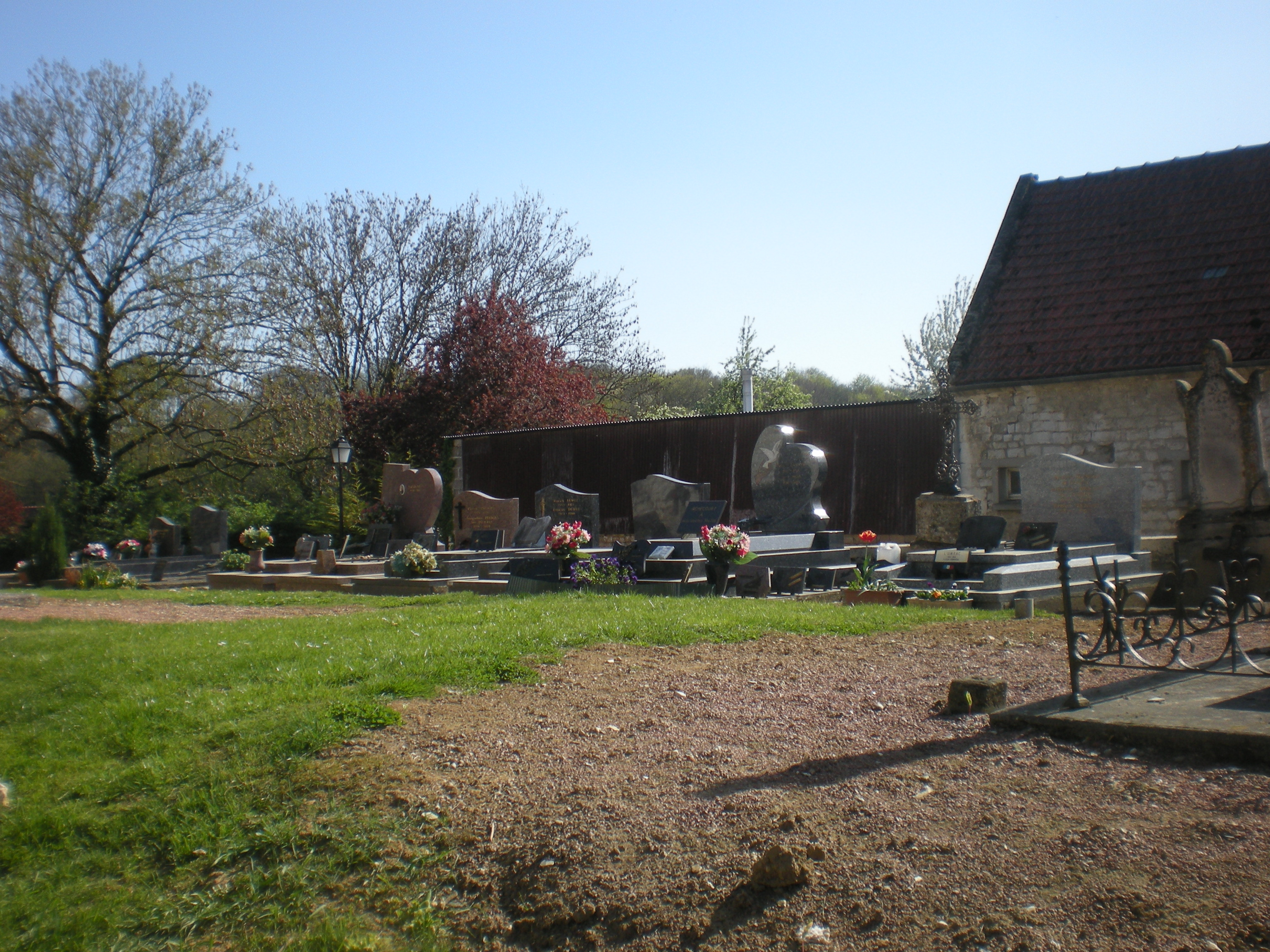
Le cimetière, autour de l'église.